# Holomelina testata
Holomelina testata är en fjärilsart som beskrevs av Fabricius 1794. Holomelina testata ingår i släktet Holomelina och familjen björnspinnare. Inga underarter finns listade i Catalogue of Life.